# Liste der Geotope im Landkreis Neuburg-Schrobenhausen
Diese Liste enthält die Geotope des Oberbayerischen Landkreises Neuburg-Schrobenhausen in Bayern.
Die Liste enthält die amtlichen Bezeichnungen für Namen und Nummern des Bayerischen Landesamt für Umwelt (LfU) sowie deren geographische Lage. Diese Liste ist möglicherweise unvollständig. Im Geotopkataster Bayern sind etwa 3.400 Geotope (Stand März 2020) erfasst. Das LfU sieht einige Geotope nicht für die Veröffentlichung im Internet geeignet. Einige Objekte sind zum Beispiel nicht gefahrlos zugänglich oder dürfen aus anderen Gründen nur eingeschränkt betreten werden.
| Name                                                          | Bild           | Geotop ID | Gemeinde / Lage               | Geologische Raumeinheit | Beschreibung | Fläche m² / Ausdehnung m | Geologie                                                                                  | Aufschlussart       | Wert               | Schutzstatus                                             | Bemerkung |
| ------------------------------------------------------------- | -------------- | --------- | ----------------------------- | ----------------------- | --- | ------------------------ | ----------------------------------------------------------------------------------------- | ------------------- | ------------------ | -------------------------------------------------------- | --------- |
| Ehemaliger Steinbruch N von Laisacker                         | weitere Bilder | 185A001   | Neuburg an der Donau Position | Südliche Frankenalb     | Der ehemalige Steinbruch erschließt ein Korallenriff des Malm Zeta 2–3 mit Übergang zu fossilreichen Riffschuttbänken. | 15000 150 × 100          | Typ: Sedimentstrukturen Art: Kalkstein                                                    | Steinbruch          | besonders wertvoll | Naturdenkmal, Naturpark                                  |           |
| Finkenstein NW der Donaustaustufe Bittenbrunn                 |                | 185A002   | Neuburg an der Donau Position | Südliche Frankenalb     | Der Felshang im Bereich der Steppberg-Neuburger-Talenge, einem Donau-Durchbruch durch den fränkischen Jura, erschließen in einzigartiger Weise die jüngsten in Bayern erhaltenen Schichten des Malm: Zeta 5 (Rennertshofer Schichten), darüber folgen die Neuburger Bankkalke (Malm Zeta 6). Gleichzeitig ist der Neuburger Donaudurchbruch ein wichtiger Zeuge der jüngsten großen Flussverlagerungen in Bayern. | 1000 50 × 20             | Typ: Schichtfolge Art: Kalkstein                                                          | Hanganriss/Felswand | besonders wertvoll | Naturschutzgebiet, Landschaftsschutzgebiet, FFH-Gebiet   |           |
| Ehemaliger Steinbruch am Bahnhof Unterhausen                  |                | 185A003   | Oberhausen Position           | Südliche Frankenalb     | Das Profil zeigt die Typlokalität der Unterhausener und Oberhausener Schichten (Neuburger Bankkalke, Malm Zeta 6). Es handelt sich um die jüngsten erhaltenen Schichten des Malms der Fränkischen Alb. Der Aufschluss ist reich an Fossilien, die bereits einen zunehmenden Einfluss von Süßwasser während der Sedimentation belegen.                                                                             | 12000 400 × 30           | Typ: Standard-/Referenzprofil, Tierische Fossilien, Schichtfolge Art: Kalkstein           | Steinbruch          | besonders wertvoll | Naturdenkmal                                             |           |
| Felshang in Bertoldsheim                                      |                | 185A004   | Rennertshofen Position        | Donauried               | Die Riffkalke des oberen Malms sind oberhalb der Ortsstraße gut aufgeschlossen. | 800 40 × 20              | Typ: Gesteinsart Art: Kalkstein                                                           | Hanganriss/Felswand | bedeutend          | Naturdenkmal, Naturpark                                  |           |
| Aufschluss N von Störzelmühle                                 |                | 185A005   | Rennertshofen Position        | Riesalb                 | Einer der wenigen Aufschluesse des Malm Zeta 4. Die Usseltalschiefer gehen nach oben in Bankkalke der Rennertshofener Schichten über. | 500 50 × 10              | Typ: Schichtfolge Art: Kalkstein                                                          | Steinbruch          | besonders wertvoll | Landschaftsschutzgebiet, Naturpark                       |           |
| Ehem. Sandgrube SE von Rohrenfels                             |                | 185A006   | Rohrenfels Position           | Donaumoos               | In den Feinsanden der Oberen Süßwassermolasse sind geringmächtige Sandsteinbänke mit Floren- und Samenresten sowie Blattabdrücken erhalten. Es sind nur noch geringe Restaufschlüsse vorhanden. | 2500 50 × 50             | Typ: Pflanzliche Fossilien Art: Sand, Sandstein                                           | Kiesgrube/Sandgrube | bedeutend          | Naturdenkmal                                             |           |
| Ehem. Steinbruch NW von Bertoldsheim                          |                | 185A007   | Rennertshofen Position        | Riesalb                 | Im Steinbruch sind 12 m der unteren Rennertshofener Schichten aufgeschlossen. Im ehemaligen Steinbruch steht noch ein Kalkofen. | 1000 50 × 20             | Typ: Standard-/Referenzprofil, Tierische Fossilien, Schichtfolge, Kalkofen Art: Kalkstein | Steinbruch          | wertvoll           | Landschaftsschutzgebiet, Naturpark                       |           |
| Deckenschotter-Aufschluss NE von Wengen                       |                | 185A008   | Burgheim Position             | Iller-Lech-Region       | Das Profil zeigt ein Konglomerat aus sandigen Schottern. Dieses gehört zu der Terrasse des Unteren Deckschotter in der Aindlinger Terrassentreppe. | 500 50 × 10              | Typ: Schichtfolge, Terrasse Art: Konglomerat, Kies                                        | Steinbruch          | wertvoll           | kein Schutzgebiet                                        |           |
| Ehemaliger Steinbruch W von Hütting                           |                | 185A009   | Rennertshofen Position        | Riesalb                 | Nur die rückwärtige Aufschlusswand des großen Dolomitbruchs ist erhalten. | 50000 250 × 200          | Typ: Gesteinsart Art: Dolomitstein                                                        | Steinbruch          | bedeutend          | Landschaftsschutzgebiet, Naturpark, FFH-Gebiet           |           |
| Ehemaliger Steinbruch N von Mauern                            |                | 185A010   | Rennertshofen Position        | Südliche Frankenalb     | Der ehemalige Steinbruch erschließt Riffdolomit des obersten Malms (Malm Zeta 3–5). | 3000 100 × 30            | Typ: Gesteinsart Art: Dolomitstein                                                        | Steinbruch          | geringwertig       | Landschaftsschutzgebiet, Naturpark, FFH-Gebiet           |           |
| Ehemaliger Kreideabbau W von Neuburg                          |                | 185A011   | Neuburg an der Donau Position | Südliche Frankenalb     | Relativ große Aufschlüsse von anstehenden kreidezeitlichen Sanden am Rand des ehemaligen Abbaugeländes. | 3000 150 × 20            | Typ: Gesteinsart Art: Sand                                                                | Kiesgrube/Sandgrube | bedeutend          | Landschaftsschutzgebiet, FFH-Gebiet                      |           |
| Ehemaliger Kieselerdeabbau N von Riedensheim                  |                | 185A012   | Neuburg an der Donau Position | Südliche Frankenalb     | Am Rand des ehemaligen Kieselerde-Abbaus wurde ein kleiner Teil der Abbauwand offen gehalten. Das Umbiegen den Kalkschichten am Rand der ehemaligen Lagerstätte ist gut zu erkennen. | 75 15 × 5                | Typ: Flexur Art: Kalkstein                                                                | Steinbruch          | wertvoll           | Landschaftsschutzgebiet, Naturpark                       |           |
| Ehem. Steinbruch W von Neuburg                                |                | 185A013   | Oberhausen Position           | Südliche Frankenalb     | Über Riffschuttkalken des Malm Zeta 3 lagern leicht diskordant mergelige Kalkbänke des Malm Zeta 4. | 150 30 × 5               | Typ: Schichtfolge, Diskordanz Art: Kalkstein                                              | Steinbruch          | wertvoll           | Landschaftsschutzgebiet, FFH-Gebiet                      |           |
| Ehemaliger Steinbruch N von Unterhausen                       |                | 185A014   | Oberhausen Position           | Südliche Frankenalb     | Der ehemalige Steinbruch weist noch große Restaufschlüsse in den Neuburger Bankkalken auf. Aufgeschlossen ist eine Abfolge von Plattenkalken, denen einzelne Mergellagen und einzelne dicke Kalkbänke zwischengeschaltet sind. | 150 30 × 5               | Typ: Gesteinsart Art: Kalkstein                                                           | Steinbruch          | wertvoll           | Landschaftsschutzgebiet                                  |           |
| Strudelloch am Antonienberg S von Stepperg                    |                | 185H001   | Rennertshofen Position        | Südliche Frankenalb     | Das Strudelloch ist eine Halbhöhle im Prallhang der Donau, der hier gute Aufschlüsse bietet. | 100 50 × 2               | Typ: Karst-Halbh./Naturbrücke, Prallhang, Gesteinsart Art: Kalkstein                      | Höhle               | bedeutend          | Naturdenkmal, Landschaftsschutzgebiet, FFH-Gebiet        |           |
| Grotte unterhalb des Arco-Schlößchen N von Neuburg            | weitere Bilder | 185H002   | Neuburg an der Donau Position | Donaumoos               | Teilweise dolomitisierte gebankte Riffschuttkalke bauen den Prallhang mit der Halbhöhle am Donauufer auf. | 200 10 × 20              | Typ: Ufer-/Brandungshöhle, Prallhang, Gesteinsart Art: Kalkstein                          | Höhle               | bedeutend          | Naturdenkmal, Landschaftsschutzgebiet, Vogelschutzgebiet |           |
| Weinberghöhlen NW von Mauern                                  | weitere Bilder | 185H003   | Rennertshofen Position        | Südliche Frankenalb     | Das Etagen-Höhlensystem besteht aus 5 geräumigen Einzelhöhlen, die dem Menschen immer wieder als Wohnstätte gedient haben. Viele vor- und frühgeschichtliche Knochenfunde sowie Artefakte der Neandertaler und Funde aus dem Neolithikum und der Bronze-Hallstadt-Zeit, bezeugen dies. | 2420 121 × 20            | Typ: Karst-Horizontalhöhle Art: Dolomitstein                                              | Höhle               | wertvoll           | Naturschutzgebiet, Landschaftsschutzgebiet               |           |
| Wellheimer Trockental (Südteil)                               | weitere Bilder | 185R001   | Rennertshofen Position        | Südliche Frankenalb     | Die Donau durchfloss das Wellheimer Trockental vom Altpleistozän bis in die Rißeiszeit. Das Tal ist berühmt durch seine mit Dolomitfelsen durchsetzten Trockenheiden. | 5000000 5000 × 1000      | Typ: Trockental, Durchbruchstal, Prallhang Art: Kies, Dolomitstein                        | kein Aufschluss     | besonders wertvoll | Landschaftsschutzgebiet, Naturpark                       |           |
| Dünenzug NW von Gröbern                                       |                | 185R002   | Waidhofen Position            | Donau-Isar-Hügelland    | Langgestreckter, morphologisch recht markanter Dünenzug. Es handelt sich um spät- bis postglaziale Flugsand-Aufwehungen, die sich als steil aufragende Hügelkette von ihrer Umgebung abheben. | 120000 800 × 150         | Typ: Dünenfeld Art: Sand                                                                  | kein Aufschluss     | wertvoll           | kein Schutzgebiet                                        |           |
| Düne N von Waidhofen                                          |                | 185R003   | Waidhofen Position            | Donau-Isar-Hügelland    | Relativ große Flugsanddüne, die teilweise mit standorttypischem Kiefernwald bewachsen ist. | 15000 150 × 100          | Typ: Düne Art: Sand                                                                       | kein Aufschluss     | bedeutend          | Naturdenkmal                                             |           |
| Terrasse E von Illdorf                                        |                | 185R004   | Burgheim Position             | Iller-Lech-Region       | Die sehr auffällige Terrasse östlich von Illdorf besteht aus Unterem Deckenschotter und ist eine Stufe der Aindlinger Terrassentreppe. | 25000 500 × 50           | Typ: Terrasse Art: Kies, Konglomerat                                                      | kein Aufschluss     | wertvoll           | Naturschutzgebiet                                        |           |
| Terrasse bei Eschling                                         |                | 185R005   | Burgheim Position             | Iller-Lech-Region       | Die Eschlinger Terrasse besteht aus Unterem Deckenschotter und ist eine Stufe der Aindlinger Terrassentreppe. | 20000 500 × 40           | Typ: Terrasse Art: Amphibolit, Konglomerat                                                | kein Aufschluss     | wertvoll           | Naturschutzgebiet, FFH-Gebiet                            |           |
| Reliktgesteine bei der St. Willibalds-Kapelle W von Attenfeld |                | 185R006   | Bergheim Position             | Südliche Frankenalb     | Die Blöcke bestehen aus kreidezeitlichem Sandstein. Der Sage nach soll das Wasser aus den rundlichen Löchern der Blöcke Augenkrankheiten heilen und niemals austrocknen. | 6 3 × 2                  | Typ: Reliktgesteine, Felsblock Art: Sandstein                                             | Block               | bedeutend          | Naturdenkmal, Landschaftsschutzgebiet, Naturpark         |           |
| Kalkblock bei Karlshuld                                       |                | 185R007   | Karlshuld Position            | Donaumoos               | Der rundliche Block aus Malm-Massenkalk stammt aus den Kiesgruben in würmeiszeitlichen Schottern bei Nazibühl. Das ehemalige Naturdenkmal befindet sich jetzt vor dem Donaumuseum Karlshuld. Es handelt sich womöglich um ein von der Erosion freigelegtes Relikt der tertiärzeitlichen Auswurfmassen des Meteoriteneinschlags im Ries.                                                                           | 1 1 × 1                  | Typ: Felsblock Art: Kalkstein                                                             | Block               | bedeutend          | kein Schutzgebiet                                        |           |
| Quarzitblöcke NW von Mauern                                   |                | 185R008   | Rennertshofen Position        | Südliche Frankenalb     | Mehrere kleinere Blöcke bezeugen die ehemalige Verbreitung von kreidezeitlichem Sandstein. | 1 1 × 1                  | Typ: Reliktgesteine Art: Blöcke                                                           | Block               | bedeutend          | Landschaftsschutzgebiet, FFH-Gebiet                      |           |
| Rabenfels NE von Hütting                                      |                | 185R009   | Rennertshofen Position        | Südliche Frankenalb     | Markante Felsbildung in den jüngeren Riffdolomiten des Oberen Malms am Hang des Wellheimer Trockentals. | 800 80 × 10              | Typ: Felsturm/-nadel Art: Kalkstein                                                       | Hanganriss/Felswand | bedeutend          | FFH-Gebiet, Landschaftsschutzgebiet                      |           |
| Burgfelsen in Hütting                                         | weitere Bilder | 185R010   | Rennertshofen Position        | Riesalb                 | Auf dem Felsen ist heute noch das Relikt einer Burgmauer erhalten. | 2000 100 × 20            | Typ: Felsburg, Schichtfolge Art: Dolomitstein                                             | Hanganriss/Felswand | bedeutend          | FFH-Gebiet, Vogelschutzgebiet, Naturpark                 |           |
| Düne bei Sandhof                                              |                | 185R011   | Schrobenhausen Position       | Donau-Isar-Hügelland    | Kleine, aber relativ markante Düne im Paartal. Randlich durch einige kleinere alte Abbaustellen etwas beeinträchtigt. | 200 20 × 10              | Typ: Düne Art: Sand                                                                       | kein Aufschluss     | bedeutend          | kein Schutzgebiet                                        |           |
| Dünenzug im Hagenauer Forst SE von Sandizell                  |                | 185R012   | Schrobenhausen Position       | Donau-Isar-Hügelland    | Besonders langer und besonders markanter Dünenzug. | 300000 3000 × 100        | Typ: Dünenfeld Art: Sand                                                                  | kein Aufschluss     | bedeutend          | kein Schutzgebiet                                        |           |